# Mr Sal
Pour les articles homonymes, voir Sal.
Albums de Niska
Commando
(2017) Le monde est méchant
(2021)
Singles
1. Médicament
Sortie : 17 mai 2019
2. Du lundi au lundi
Sortie : 15 juillet 2019
3. La zone est minée
Sortie : 5 septembre 2019
4. Bâtiment
Sortie : 25 octobre 2019
5. Méchant
Sortie : 23 décembre 2019
6. Siliconé
Sortie : 31 janvier 2020

Mr Sal est le 3e album studio du rappeur français Niska, sorti le 6 septembre 2019.

## Genèse
Le 17 mai 2019, il sort le clip Médicament avec Booba. Le 15 juillet 2019, il sort le clip Du lundi au lundi.
La veille de la sortie de l'album, il publie le clip La zone est minée.
Mr Sal sort le 6 septembre 2019, il y collabore notamment avec Booba, Ninho, Koba LaD, Heuss l'Enfoiré et Skaodi. 

## Accueil commercial
L'album est certifié disque d'or en France dix jours après sa sortie. Début octobre, l'album devient disque de platine en atteignant 100 000 ventes. En février 2020, l'album devient double disque de platine en passant le cap des 200 000 ventes. En septembre 2021, soit deux ans après sa sortie, l'album est certifié triple disque de platine.

## Clips vidéo
- Médicament (feat. Booba) : 17 mai 2019
- Du lundi au lundi : 15 juillet 2019
- La zone est minée : 5 septembre 2019
- Bâtiment : 25 octobre 2019
- Méchant (feat. Ninho) : 23 décembre 2019
- Siliconé : 31 janvier 2020

## Liste des pistes
| Édition standard | Édition standard                 | Édition standard    | Édition standard | Édition standard | Édition standard | Édition standard | Édition standard | Édition standard | Édition standard |
| No               | Titre                            | Compositeur(s)      | Durée            |                  |                  |                  |                  |                  |                  |
| ---------------- | -------------------------------- | ------------------- | ---------------- | ---------------- | ---------------- | ---------------- | ---------------- | ---------------- | ---------------- |
| 1.               | Vrai                             | Ikaz Boi            | 2:33             |                  |                  |                  |                  |                  |                  |
| 2.               | Siliconé                         | Pyroman             | 2:58             |                  |                  |                  |                  |                  |                  |
| 3.               | La zone est minée                | HoloMobb, Boumidjal | 3:03             |                  |                  |                  |                  |                  |                  |
| 4.               | Bâtiment                         | Heizenberg, Chapo   | 3:31             |                  |                  |                  |                  |                  |                  |
| 5.               | Mendoza                          | HoloMobb, Boumidjal | 3:18             |                  |                  |                  |                  |                  |                  |
| 6.               | Du lundi au lundi                | Pyroman             | 2:45             |                  |                  |                  |                  |                  |                  |
| 7.               | Tous les couler (feat. Koba LaD) | Denza, La Miellerie | 3:01             |                  |                  |                  |                  |                  |                  |
| 8.               | Valise                           | Genius On The Track | 3:00             |                  |                  |                  |                  |                  |                  |
| 9.               | Méchant (feat. Ninho)            | Dopebwoy            | 3:11             |                  |                  |                  |                  |                  |                  |
| 10.              | Mr Sal                           | Sam H, Saydiq       | 2:57             |                  |                  |                  |                  |                  |                  |
| 11.              | Moula (feat. Heuss l'Enfoiré)    | DJ Ken              | 3:05             |                  |                  |                  |                  |                  |                  |
| 12.              | Hasta Luego                      | Yann Dakta, Rednose | 3:31             |                  |                  |                  |                  |                  |                  |
| 13.              | Tellement gang                   | HoloMobb, Boumidjal | 2:56             |                  |                  |                  |                  |                  |                  |
| 14.              | Stop                             | Dopebwoy            | 2:12             |                  |                  |                  |                  |                  |                  |
| 15.              | J'suis dans les wayes            | Hitxchi             | 2:46             |                  |                  |                  |                  |                  |                  |
| 16.              | Manu le coq (feat. Skaodi)       | HoloMobb, Boumidjal | 2:56             |                  |                  |                  |                  |                  |                  |
| 17.              | Médicament (feat. Booba)         | Dany Synthé         | 3:17             |                  |                  |                  |                  |                  |                  |
| 18.              | Des flingues et des roses        | $hirak              | 2:56             |                  |                  |                  |                  |                  |                  |
| 53:56            |                                  |                     |                  |                  |                  |                  |                  |                  |                  |

## Titres certifiés
- Vrai  Or[8]
- Siliconé  Diamant[9]
- La zone est minée  Or [10]
- Bâtiment  Diamant[11]
- Du lundi au lundi  Diamant[12]
- Méchant (feat. Ninho)  Diamant[13]
- Mr Sal  Platine[14]
- Moula (feat. Heuss l'Enfoiré)  Or [15]
- Hasta Luego  Or[16]
- Médicament (feat. Booba)  Diamant[17]
- Mendoza  Or[18]
- Tous les couler (feat. Koba LaD)  Or[19]
- Des flingues et des roses  Or[20]

## Classements et certifications

### Classements
| Classements (2019)           | Meilleure position |
| ---------------------------- | ------------------ |
| Belgique (Wallonie Ultratop) | 1                  |
| France (SNEP Megafusion)     | 1                  |
| Suisse (Schweizer Hitparade) | 4                  |

### Certifications et ventes
| Région        | Certification | Ventes/Streams |
| ------------- | ------------- | -------------- |
| France (SNEP) | 3 × Platine   | 450 000        |